# Piroa Falls
Die Piroa Falls sind ein Wasserfall auf der Nordinsel Neuseelands. Er liegt im Lauf des Ahuroa River, der im Gebiet der Ortschaft Waipu im Whangarei District die Waipu Gorge durchfließt. Seine Fallhöhe beträgt rund 20 Meter.
Vom New Zealand State Highway 1 zweigt nach 113 km nördlich von Auckland die mautpflichtige Waipu Gorge Road nach Südwesten ab. Diese leitet nach 7 km auf einen Parkplatz. Von dort führt der Priroa Falls Track nach fünfminütiger Wanderung zum Wasserfall.